# Josh Haden
Pour les articles homonymes, voir Josh et Haden.
Josh Haden (né en 1968 à New York) est un musicien américain. Il est le fils du contrebassiste de free jazz Charlie Haden qui s'est notamment illustré avec Ornette Coleman.
Il a fondé le groupe Spain dont il est chanteur et bassiste. Il est musicien comme ses sœurs Petra Haden (That Dog, Foo Fighters, The Decemberists, Sean Lennon), Tanya Haden (Silversun Pickups, Let's Go Sailing) et Rachel Haden (That Dog, The Rentals). Il vit actuellement à Los Angeles.
Sa chanson Spiritual a été notamment reprise par Johnny Cash, Soulsavers et par son père, Charlie Haden.

## Discographie
- avec Spain : voir la discographie du groupe
- solo :
  - Light of day (EP, 2004)
  - Devoted (2007)
  - projet solo sous le nom de Dead Sea Scrolls (aucun album paru)